# Boyd Raeburn
Boyd Albert Raeburn (Faith, de Dakota del Sur, 27 de octubre de 1913-Lafayette, de Indiana, 2 de agosto de 1966) fue un músico estadounidense de jazz, saxofonista tenor, compositor, arreglista y director de big band. 

## Historial
Ya en 1933 dirige una orquesta y consigue un premio que le lleva a actuar en la «Exposición Universal de Chicago» de ese año. Después organiza una orquesta de swing, que funciona entre 1934 y 1937, en la que él mismo tocaba los saxos alto, tenor y bajo y que, en el periodo 1940-1943 está apadrinada por Paul Whiteman. A partir de 1944, Raeburn da un giro a su música y encara el jazz moderno, apoyado por Billy Eckstine, quien le busca trabajos en Nueva York, aunque un incendio destruye los instrumentos y los arreglos de la banda, por lo que se traslada a California. Allí renueva su big band, centrada en el bop, aunque la disuelve en 1947. 
Esta banda, en muchos aspectos, era paralela a la de Stan Kenton, y contó con solistas como el pianista Dodo Marmarosa (1925 - 2002), Oscar Pettiford (contrabajo), Shelly Manne (batería), Al Cohn y Serge Chaloff (saxos) y, ocasionalmente, Dizzy Gillespie, con quien compartió arreglista: Johnny Richards (1911 - 1968). Raeburn desarrolló un especial «gusto por los arreglos complejos, las asociaciones de timbres raras, las rupturas de tono, las variaciones de tempo y las alianzas insólitas». Sin embargo, el hecho de que no fuera una banda habitual en las salas de conciertos, sino más bien en salones y hoteles, la relegó un poco al olvido, a pesar de las alabanzas de Duke Ellington y otros músicos de peso. A partir de 1950, Raeburn apenas actúa y, en 1952, monta unos grandes almacenes y abandona definitivamente la escena musical.